# Wydział Nauk o Zdrowiu w Katowicach Śląskiego Uniwersytetu Medycznego
Wydział Nauk o Zdrowiu w Katowicach Śląskiego Uniwersytetu Medycznego (skrót: WNOZK SUM; wcześniej pol.: Wydział Opieki i Oświaty Zdrowotnej Śląskiego Uniwersytetu Medycznego; obecnie ang. Faculty of Health Sciences in Katowice) – jeden z wydziałów Śląskiego Uniwersytetu Medycznego mający siedzibę w Katowicach. 

## Historia
Wydział Opieki i Oświaty Zdrowotnej został utworzony 28 marca 2001 uchwałą Senatu Śląskiej Akademii Medycznej w Katowicach. Jego organizatorem był prof. dr hab. n. med. Zbigniew Gąsior, pełniący funkcję pełnomocnika Rektora ds. organizacji Wydziału Opieki i Oświaty Zdrowotnej (2001–2002), a następnie pierwszego dziekana wydziału. Wydział utworzono m.in. w oparciu o Oddział Pielęgniarski, który w latach 1990–2001 wchodził w skład Wydziału Lekarskiego w Katowicach. 
W 2012 Rektor SUM zmienił nazwę na Wydział Nauk o Zdrowiu, a w 2014 na Wydział Nauk o Zdrowiu w Katowicach. 

### Dziekani Wydziału[5]
1. 2002–2008 – prof. dr hab. n. med. Zbigniew Gąsior[3]
2. 2008–2016 – prof. dr hab. n. med. Violetta Skrzypulec-Plinta
3. 2016–2020 – prof. dr hab. n. med. Jan Duława
4. od 2020 – prof. dr hab. n. med. Agnieszka Drosdzol-Cop

## Władze (od 2020)[6]
- Dziekan – prof. dr hab. n. med. Agnieszka Drosdzol-Cop
- Prodziekan ds. studenckich – dr hab. n. o zdrowiu Anna Brzęk
- Prodziekan – dr hab. n. o zdrowiu Urszula Sioma-Markowska
- Prodziekan – dr hab. n. med. Paweł Niemiec, prof. SUM

## Kierunki studiów[7]
- Coaching medyczny (II stopnia)
- Elektroradiologia (I i II stopnia)
- Fizjoterapia (jednolite magisterskie w języku polskim)
- Fizjoterapia (jednolite magisterskie w języku angielskim)
- Pielęgniarstwo (I i II stopnia w języku polskim)
- Pielęgniarstwo (I i II stopnia w języku angielskim)
- Położnictwo (I i II stopnia w języku polskim)
- Położnictwo (I i II stopnia w języku angielskim)

Ponadto wydział prowadzi studia podyplomowe na 7 kierunkach.

## Organizacja i kadra
W skład wydziału wchodzą 54 jednostki naukowo-dydaktyczne, w tym: 14 katedr, 10 klinik i oddziałów klinicznych oraz 29 zakładów, które są zlokalizowane w Katowicach, Bytomiu, Rudzie Śląskiej, Sosnowcu i Siemianowicach Śląskich.
Podstawowe obiekty dydaktyczne wydziału znajdują się w Katowicach-Ligocie:
- Budynek główny (ul. Medyków 12), w którym mieści się dziekanat oraz z sale seminaryjne i ćwiczeniowe;
- Centrum Dydaktyczne Wydziału (ul. Medyków 12c) z salami dydaktycznymi i seminaryjnymi, salą wykładową, salą ćwiczeniową, salą porodową oraz salą symulacji niskiej wierności tj. salą do ćwiczeń umiejętności pielęgniarskich i położniczych, wyposażone w najnowocześniejsze fantomy i symulatory pacjentów oraz zestawy do ćwiczeń umiejętności pielęgniarskich;
- Centrum Dydaktyki i Symulacji Medycznej (ul. Medyków 8b), z 6 salami symulacyjnymi (sala operacyjna, sala intensywnej terapii, dwie sale szpitalnego oddziału ratunkowego- cztery stanowiska, sala pediatryczna oraz sala porodowa, a także obszar dostosowany do symulacji zdarzeń przedszpitalnych z symulatorem ambulansu), wyposażonymi w symulatory pacjentów (osoby dorosłej, dziecka, niemowlęcia i porodowy z symulatorem noworodka);
- Centrum Sportowe Zakładu Adaptowanej Aktywności Fizycznej i Sportu (ul. Medyków 8b) z wielofunkcyjną salą gimnastyczną, salą fitness, pomieszczeniami do aktywności ruchowej adaptowanej i sportu osób niepełnosprawnych oraz sale dydaktyczne.

Na Wydziale Nauk o Zdrowiu w Katowicach pracuje 255 nauczycieli akademickich, w tym 14 osób z tytułem naukowym profesora i 86 ze stopniem naukowym doktora habilitowanego.